# Eisenhüttenstadt
Eisenhüttenstadt település Németországban, azon belül Brandenburgban. 1953 - 1961 között Sztálin nevét  viselte  (Stalinstadt). Ekkor egyesítették  Fürstenfelddel, amiből  korábban kivált, és az egyesített  város  felvette jelenlegi nevét.  Lakosainak száma 24 447 fő (2023. december 31.).

## Népesség
A település népességének változása:
| Lakosok száma | 31 132 | 30 416 | 25 057 | 24 633 | 22 919 | 24 125 | 24 447 |
|               | 2010   | 2015   | 2017   | 2019   | 2021   | 2022   | 2023   |